# Ligota-Ligocka Kuźnia
Ligota-Ligocka Kuźnia – dzielnica Rybnika, położona po wschodniej stronie dzielnic Śródmieście i Meksyk. W dzielnicy zlokalizowanych jest najwięcej w Rybniku sklepów wielkopowierzchniowych – Makro, Media Markt, OBI, Agata Meble, Lidl. W dzielnicy tej jest kilka salonów samochodowych takich jak Kia, Opel, Skoda. Liczba mieszkańców ok. 4028. Składa się z dawnych jednostek osadniczych Ligoty, Kuźni Ligockiej oraz Raszowca.

## Historia
Ligota do XVIII wieku była osadą rolniczą. Jej nazwa wywodzi się najprawdopodobniej od słowa lgota, czyli wolnizna – chłopi zakładający osadę byli na pewien okres zwolnieni ze świadczeń na rzecz pana. W 1740 roku założone zostały tutaj dwa pierwsze piece hutnicze przez Franciszka Karola Węgierskiego. W latach 1821–1822 wybudowano nowoczesną hutę z młotami napędzanymi przez wodę z rzeki Ruda, której koryto zostało przesunięte specjalnie do tego celu. Pod koniec XIX wieku w wyniku nieopłacalnej działalności huta została zamknięta. W czasie drugiej wojny światowej pozostałości po hucie zostały zburzone przez Niemców. Ligota należała do roku 1974 do parafii Boguszowice. Bp Herbert Bednorz powołał w 1974 r. ks. Henryka Kusia na pierwszego proboszcza parafii. Pierwsze Msze były odprawiane przy kaplicy na ul. Partyzantów, a od 1975 r. w przeniesionym z Boguszowic kościele drewnianym. Obecnie do parafii św. Wawrzyńca należy ok. 2000 wiernych.

## Zabytki
Drewniany kościół św. Wawrzyńca pochodzący z 1717 roku, przeniesiony w 1975 roku z pobliskich Boguszowic. Zbudowano go na kształt krzyża greckiego, a budowniczymi byli cystersi. Do najważniejszych zabytków wewnątrz kościoła należą obraz Willmanna „Męczeństwo św. Wawrzyńca diakona” oraz barokowy ołtarz Matki Bożej Ligockiej. Kościół ten pełnił do 1975 roku funkcję kościoła filialnego, msze odprawiano tylko w niedziele. Zabytek podupadał, kościół nie był ogrzewany, co doprowadziło do znacznego zniszczenia niektórych malowideł i ołtarzy. Po przeniesieniu go do Ligockiej Kuźni, pierwszym proboszczem został ks. Henryk Kuś (w latach 1975 do 1991). Ksiądz ten zatroszczył się nie tylko o odnowienie całej świątyni (prace konserwatorskie trwały ponad rok) i obejścia kościoła, ale wybudował jeszcze probostwo i cmentarz parafialny. Ks. Henryk Kuś zginął w nocy 2 października 1991 roku, zamordowany bestialsko na terenie probostwa przez nieznanych sprawców. 
Kościół w Ligockiej Kuźni słynie na całym Górnym Śląsku z ruchomej szopki bożonarodzeniowej i znajduje się na Szlaku Architektury Drewnianej województwa śląskiego.